# Antonio Fernández (arquero)
Antonio Fernández Fernández (Cáceres, 12 de junio de 1991) es un deportista español que compitió en tiro con arco, en la modalidad de arco recurvo.
En los Juegos Europeos de Bakú 2015 consiguió una medalla de plata en la prueba por equipo (junto con Miguel Alvariño y Juan Ignacio Rodríguez). Participó en los Juegos Olímpicos de Río de Janeiro 2016, ocupando el noveno lugar tanto individual como por equipo.

## Palmarés internacional
| Juegos Europeos | Juegos Europeos   | Juegos Europeos  | Juegos Europeos |
| Año             | Lugar             | Medalla          | Prueba          |
| --------------- | ----------------- | ---------------- | --------------- |
| 2015            | Bakú (Azerbaiyán) | Medalla de plata | Equipo          |